# Rhyacophila cataractae
Rhyacophila cataractae är en nattsländeart som beskrevs av Wolfram Mey 1998. Rhyacophila cataractae ingår i släktet Rhyacophila och familjen rovnattsländor. Inga underarter finns listade i Catalogue of Life.